# Kinza Clodumar
Kinza Godfrey Clodumar, né le 8 février 1945 à Boe et mort le 29 novembre 2021, est un homme politique nauruan et ancien président de la République de Nauru, du 12 février 1997 au 18 juin 1998. Il est le fondateur du Parti centriste.

## Biographie
En 1977, il est élu au Parlement de Nauru grâce à la circonscription de Boe. À partir de cette date et jusqu'en 1992, il est plusieurs fois ministre des Finances. Entre 1992 et 1995, il est conseiller financier du Président Bernard Dowiyogo.

## Référence
- (de) Cet article est partiellement ou en totalité issu de l’article de Wikipédia en allemand intitulé « Kinza Clodumar » (voir la liste des auteurs).